# José del Corral Raya
José del Corral Raya (Madrid, 1916 - ibíd, 19 de febrero de 2011) fue un escritor e historiador español, interesado especialmente en el estudio de la historia de la ciudad de Madrid, donde llegó a ser Cronista Oficial de la Villa en el año 2000.

## Biografía
Comenzó su carrera colaborando con artículos sobre Madrid en periódicos y revistas a partir de 1946. Su primer libro, Madrid es así: Representación gráfica de la Villa y Corte, en colaboración con José María Sanz García, se publicó en 1953 y obtuvo el premio del Ayuntamiento de Madrid. Además fue considerado como uno de los mejores libros editados aquel año por el Instituto Nacional del Libro. Publicó más de un centenar de artículos periodísticos y numerosos libros, entre los que destacan El Madrid de los Austrias, El Madrid de los Borbones, El Palacio de Abrantes, Los cementerios de los Sacramentales, Cien madrileños ilustres, Curiosidades de Madrid, El duque de Sesto, El caserón de San Bernardo, Sucedió en Madrid, El Madrid de Alfonso II, La vida cotidiana en el Madrid del siglo XVII y La vida cotidiana en el Madrid del siglo XVIII, entre otros. En 1953 fue elegido miembro numerario del Instituto de Estudios Madrileños, en 1985 académico de la Real Academia de Gastronomía y en el año 2000 fue nombrado Cronista Oficial de la Villa.